# Barmby Moor
Barmby Moor is een civil parish in het bestuurlijke gebied East Riding of Yorkshire, in het Engelse graafschap East Riding of Yorkshire met 1114 inwoners.

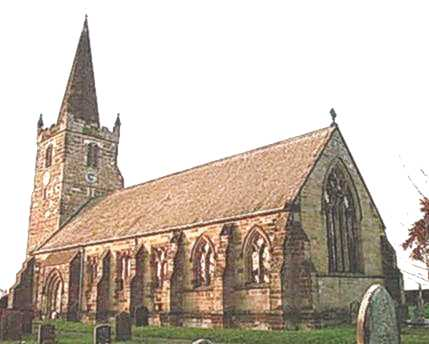
Kerk van St Catherine